# Choristidae
Possui três gêneros e todas as espécies são encontradas exclusivamente na Austrália.
- O gênero Chorista descrito por Klug  em 1838 possui como sinônimo Euphania denominado por Westwood (1846) e conta com duas espécies.
- Neochorista descrito por Riek em 1973, conta com duas espécies, sendo que uma delas, Neochorista ruficeps, possui uma série de sinônimos (Panorpa ruficeps por Newman em 1850, Chorista ruficeps por E.-P  em 1921  e Chorista victoriensis por lssiki em 1931).
- Por fim, o gênero Taeniochorista descrito por  E.·P em 1914 e conta com 4 espécies.[1][2]